# Evina Westbrook
Evina J. Westbrook (ur. 28 września 1998 w Salem) – amerykańska koszykarka, występująca na pozycji rzucającej, obecnie od 2023 zawodniczka Los Angeles Sparks.
W 2017 została wybrana najlepszą koszykarką amerykańskich szkół średnich (Morgan Wootten Player of the Year).

## Osiągnięcia
Stan na 5 marca 2024, na podstawie, o ile nie zaznaczono inaczej.
NCAA
- Wicemistrzyni NCAA (2022)
- Uczestniczka rozgrywek:
  - NCAA Final Four (2021, 2022)
  - II rundy turnieju NCAA (2018)
  - turnieju NCAA (2018, 2019)
- Mistrzyni:
  - turnieju konferencji Big East (2021, 2023)
  - sezonu zasadniczego Big East (2021, 2022)
- Zaliczona do:
  - I składu:
    - najlepszych pierwszorocznych zawodniczek konferencji Southeastern (SEC – 2018)
    - turnieju Big East (2022)

  - składu SEC Community Service (2019)
- Koszykarka tygodnia konferencji SEC (11.12.2018)
- Najlepsza pierwszoroczna koszykarka tygodnia konferencji SEC (26.12.2018)
- Liderka SEC w liczbie strat (2018 – 121)

### Reprezentacja
- Mistrzyni Ameryki U–18 (2016)[6]